# Amiralitetskollegium
Amiralitetskollegium var ett svenskt kollegialt ämbetsverk under perioden 1634–1791, vilket fungerade som överstyrelse för sjöförsvaret i såväl militärt som ekonomiskt hänseende.

## Historik

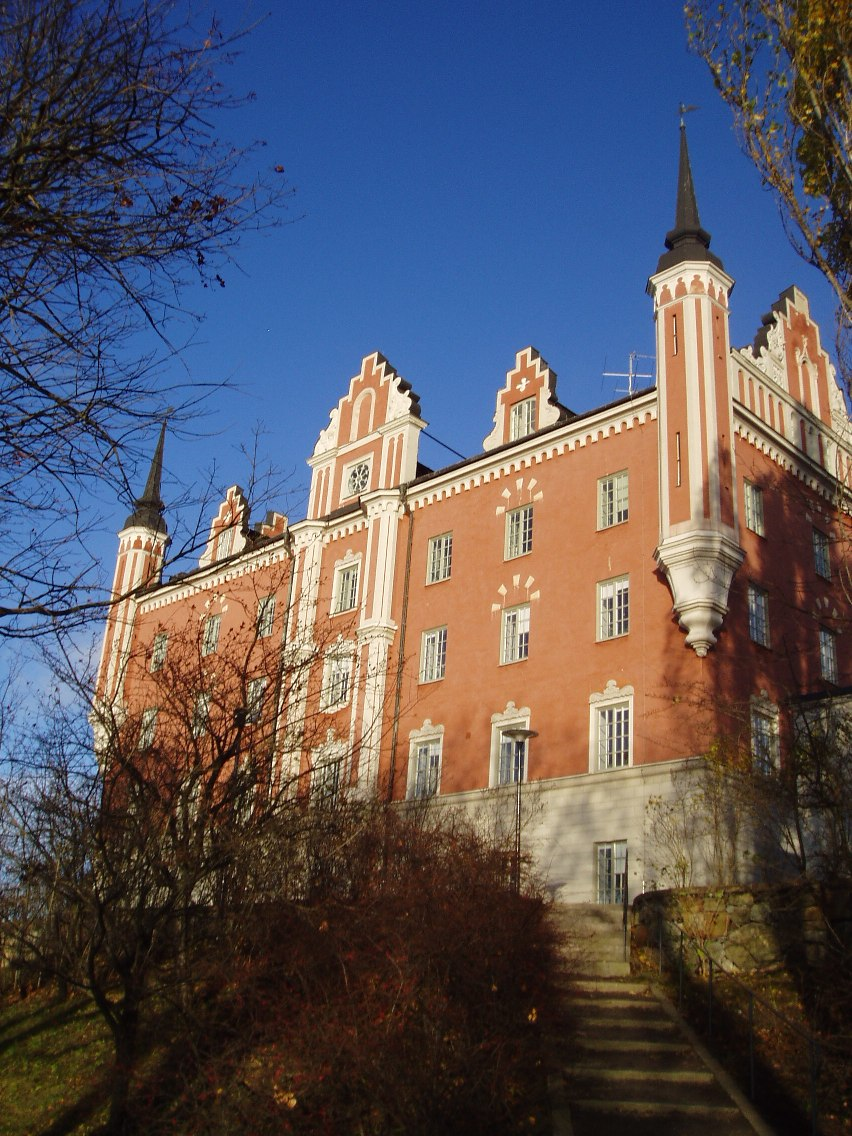
Amiralitetshuset i Stockholm inhyste kollegiets kontor, rådssal och krigsrättssal åren 1650-1680.

Flottans ledning har sedan 1618 benämnts amiralitetet. I samband med 1634 års regeringsform blev den organiserad som ett centralt ämbetsverk med beteckningen Amiralitetskollegium och räknades till Rikets tredje kollegium. Den första fullständiga instruktionen för verksamheten tillkom i samband med att Amiralietskollegium flyttade till Karlskrona 1689.
Vid sidan om uppgiften att vara överstyrelse för flottan, hade Amiralitetskollegium inledningsvis vissa dömande uppgifter, vilka senare överfördes till militär domstol. Amiralitetskollegium bestod av Riksamiralen (president), två riksråd (riksamiralitetsråd) och fyra viceamiraler (amiralitetsråd). Amiralitetskollegium upplöstes efter 1790 års fred och efterträddes av  Generalsjömilitiekontoret. Beslutet om den nya organisationen återfinns i ett kungligt cirkulär, undertecknat den 5 maj 1791.
År 1803 återupplivades en Flottans ekonomiska överstyrelse under namnet Förvaltningen av sjöärendena. Efter ytterligare omorganisation handhas sedan 1878 de ekonomiska frågorna av Marinförvaltningen samt från 1944 i vissa hänseenden även av Försvarets civilförvaltning, de sjömilitära sedan 1908 av Marinstaben.

## Lokalisering
- 1634: Stockholm, från 1650 i Amiralitetshuset på Skeppsholmen
- 1683: Kalmar
- 1689: Karlskrona
- 1776: Stockholm i hus nummer 11 (Sparreska palatset) på Riddarholmen

## Presidenter
- 1664-1676 Gustaf Otto Stenbock[2]
- 1682–1714 Hans Wachtmeister
- 1714–1718 vakant
- 1719–1727 Claes Sparre
- 1727–1731 Carl Hans Wachtmeister
- 1731–1734 Edvard Didrik Taube
- 1734–1738 Gustaf von Psilander
- 1738–1741 Carl Henrik von Löwe
- 1742–1759 Gustaf Grubbe
- 1759–1770 Carl Hans Sparre
- 1771–1775 Erik Arvid Sparre
- 1776–1789 Christopher Falkengren
- 1789–1791 vakant